# Телятовка
Телятовка — деревня в Гагаринском районе Смоленской области России. Входит в состав Серго-Ивановского сельского поселения. Население — 7 жителей (2007).
Расположена в северо-восточной части области в 14 км к юго-западу от Гагарина, в 2 км севернее автодороги М1 «Беларусь», на берегу реки Ветцы. В 5 км северо-западнее деревни расположена железнодорожная станция Серго-Ивановская на линии Москва — Минск.

## История
В годы Великой Отечественной войны деревня была оккупирована гитлеровскими войсками в октябре 1941 года, освобождена в марте 1943 года.